# Marie Thérèse Ngouem
Marie Thérèse Ngouem de son nom complet Marie Thérèse Um Ngouem est professeure titulaire des universités, connue pour ses contributions en sciences de gestion. Elle est la première femme doyenne à l'université de Dschang.

## Biographie
Marie Thérèse Ngouem est titulaire d'un doctorat en sciences de gestion, obtenu en 1996 à l'université Montesquieu-Bordeaux 4, avec une thèse sur le financement bancaire et la gestion des petites et moyennes entreprises camerounaises. Elle est recrutée comme enseignante à l'université de Douala en 1998.
En 2005, elle devient la première femme maître de conférences agrégée en sciences de gestion en Afrique subsaharienne. Elle devient par la suite professeure.
Elle occupe plusieurs postes administratifs, notamment celui de doyen de la faculté des sciences économiques et de gestion appliquée à l'université de Douala depuis 2009. 
En 2020, elle est nommée doyen de la faculté des sciences économiques et de gestion de l'université de Dschang, devenant la première femme à occuper ce poste.
Ses domaines de spécialité incluent l'éthique des affaires, la finance d'entreprise, les marchés, le financement des petites et moyennes entreprises et très petites entreprises, ainsi que les systèmes financiers informels. 
Elle s'intéresse également au comportement d'endettement des propriétaires de TPE au Cameroun.
En 2021, elle est appelée à faire valoir ses droits à la retraite de son poste à l'Université de Dschang.

## Publications
- Thèse de doctorat soutenue en 1996 : sa thèse de doctorat, intitulée Financement bancaire et gestion des petites et moyennes entreprises camerounaises[4], à l'Université Montesquieu-Bordeaux.
- Articles et ouvrages : elle publie des articles et ouvrages dans des revues nationales et internationales[5], qui parlent de la performance de l'entreprise, la petite entreprise[6], la finance formelle et informelle, ainsi que l'éthique des affaires.